# Aymar Pierre Verdier
Aymar Pierre Verdier est un architecte français né à Tours le 19 novembre 1819 et mort à Paris le 20 février 1880. 
En tant qu'attaché à la commission des monuments historiques, il restaure de nombreux édifices. Ses travaux lui valent plusieurs médailles au salon .

## Biographie
Élève de l'architecte Henri Labrouste et de l'école des Beaux-Arts de Paris, il commence sa carrière en tant que sous-inspecteur des travaux de la basilique Sainte-Clotilde à Paris et surnuméraire à l'agence Notre-Dame de Paris. En 1848, il est attaché à la commission des monuments historiques, fonctions qu'il conservera jusqu'en 1876. C'est à ce titre qu'il restaure de nombreux édifices dans la Somme, l'Oise, l'Indre-et-Loire, la Saône-et-Loire et la Seine-et-Oise (département supprimé le 1er janvier 1968).
En 1850, il est architecte diocésain d'Amiens pour le palais épiscopal et le séminaire et finit par être désigné comme diocésain de Beauvais en remplacement de Daniel Ramée et de Weil qui conservent néanmoins la direction des travaux d'achèvement du séminaire. En 1853, Eugène Viollet-le-Duc, dans son Compte rendu du personnel, prenait en considération comme mode d'appréciation des architectes, l'assiduité, la capacité, la prudence, le scrupule et bien sûr la qualité d'archéologue. Il écrit au sujet de Aymar Pierre Verdier :
« M. Verdier habite Paris. C'est un jeune architecte habile, connaissant bien les édifices du Moyen Âge qu'il a étudiés avec soin. M. Verdier est très capable de diriger des travaux tels que ceux de restauration de la cathédrale de Beauvais. On devra demander à M. Verdier, toutefois, de mettre plus d'exactitude dans la tenue de sa comptabilité, il est nécessaire que cet artiste étudie cette partie si importante des travaux dont il n'a peut-être pas compris jusqu'à présent, toute la gravité. M. Verdier est, du reste, un jeune homme instruit, ayant reçu une excellente éducation et avec lequel les rapports sont faciles. Il n'est pas douteux que, lorsque l'administration aura adopté un mode uniforme et régulier de comptabilité, M. Verdier s'y conformera. Il lui manque un peu d'expérience de la partie matérielle des travaux. M. Verdier est bien secondé à Beauvais par son inspecteur actuel, M. Auxcousteau, qui a étudié et travaillé avec M. Isabelle à Paris et qui dirige dans le département de l'Oise des travaux importants »,.
En 1873, l'administration des monuments historiques ainsi que les Édifices diocésains se plaignent de ce que Verdier s'occupe très peu de ses affaires. Considérant qu'il ne peut pas être en mesure de suivre les travaux du nouveau palais épiscopal, on nomme Vaudremer à sa place à Beauvais.
Aymar Pierre Verdier a construit le couvent de l'Assomption à Bordeaux (1860-1869), le couvent de l'Assomption à Auteuil, l'église Saint-Maur de Lunéville, la chapelle néo-Renaissance du château de Touvent. Il obtint des médailles au salon (première médaille d'or en 1848, rappelée en 1858) .
Il a publié en 1855 l'ouvrage Architecture civile et domestique au Moyen Âge et à la Renaissance, en collaboration avec le docteur en médecine et archéologue François Cattois ; les dessins en sont conservés à la bibliothèque de la direction de l'Architecture et du Patrimoine (ministère de la Culture),.

## Principales réalisations
- Restauration de la cathédrale de Beauvais.
- Restauration de l'Hôtel de Ville de Compiègne (1854-1882).
- Couvent de l'Assomption à Bordeaux (1860-1869).
- Couvent de l'Assomption à Auteuil.
- Église Saint-Maur de Lunéville
- La chapelle néo-Renaissance du château de Touvent.